# 藤田和弥
藤田 和弥（ふじた かずや、1963年10月21日 - ）は、日本のテレビプロデューサー。元朝日放送（ABC）制作局長。
朝日放送入社前には原田伸郎（あのねのね）に弟子入りし、「とこわか吾郎」の芸名でタレントとして活動していた経緯があり、退職後にタレント活動を再開している。

## 来歴・人物
神戸大学教育学部（現国際人間科学部）英語学科在籍当時、前述の通り原田伸郎の弟子として活動した。
1986年、大学卒業後に朝日放送へ入社し、スポーツ部に配属され、阪神タイガースの関連番組で13年間ディレクターを務めた。東京支社へ異動後は、『人気者でいこう!』や『笑いの金メダル』など、全国ネットのバラエティ番組を手がけた。『人気者でいこう!』では、「芸能人格付けチェック」や「浜田エージェンシー」などに出演した。
2010年4月に東京支社制作部長、2016年6月1日付で本社制作局長補佐、2017年6月1日付で制作局のエグゼクティブプロデューサーを歴任し、2019年4月1日から制作局長を務めた。2024年に朝日放送を定年退職し、個人事務所の「とこわか吾郎事務所」を設立。以後はタレント兼プロデューサーとして活動している。
朝日放送ラジオが制作する番組の一部に、「とこわか吾郎」、「ゴロー」名義のボイスキャラクターで出演している。

## 主な担当番組

### 現在
- 明石家さんまのコンプレッくすっ杯（企画）

### 過去
- 人気者でいこう!（プロデューサー）
- 世界痛快伝説!!運命のダダダダーン!Z（プロデューサー）
- サムズアップ人生開運プロジェクト（チーフプロデューサー）
- 世界プチくら!（チーフプロデューサー）
- 笑いの金メダル（初代チーフプロデューサー）
- 上沼恵美子のおしゃべりクッキング（プロデューサー）
- 明石家ジャパン（チーフプロデューサー）
- ラークカップゴルフ（現・ABCチャンピオンシップゴルフトーナメント　中継ディレクター）ほか
- 藤井陣内のザ・レジェンド（プロデューサー）
- 新婚さんいらっしゃい!（プロデューサー）
- ますだおかだ角パァ!（プロデューサー）
- 陣内智則のイケメン5（プロデューサー）
- さんま&槇原敬之の世界に一つだけの歌（チーフプロデューサー）
- ヒットの泉〜ニッポンの夢ヂカラ!〜（企画）
- 砂羽と可奈子があの街の美味しいギャップ大発見!だけど食堂（企画）
- 芸能界ワイドショー家族No.1決定戦（企画）
- なるみ・岡村の過ぎるTV（楽屋）
- さんま・岡村の花の駐在さん（チーフプロデューサー）

## 主な出演番組

### 現在
- テレビのミカタ　ラジオのラララ（朝日放送ラジオ、毎週日曜日1:00 - 1:30）
  - 「テレビ・ラジオ番組の裏側を『業界人目線』で掘っていく」というトーク番組で、2019年10月から「とこわか吾郎」としてレギュラー出演。
- トラリンクTV（スカイＡ　毎月新作と再放送、不定期放送）
- 岡ぶらスター探訪（BS朝日　年内放送予定）

### 過去
- 人気者でいこう!（前述）
- 澤田有也佳のアナがパジャマに着替えたら（朝日放送ラジオ、猫の「ゴロー」役で声の出演）
  - 「（大阪市大淀区→北区大淀南に設けていた朝日放送時代の）旧社屋時代から社内や女子アナの事情に詳しい」という触れ込みの下に、「澤田有也佳（朝日放送テレビアナウンサー）の飼い猫」という設定でレギュラー出演。
- アインシュタイン灰春ナイト（朝日放送ラジオ、毎週日曜日23:30 - 0:00）
  - 「とこわか吾郎」として出演。

## 関連人物
- 明石家さんま
- 今田耕司
- 岡村隆史
- 千原ジュニア
- 千原せいじ
- 宮迫博之
- サバンナ高橋
- 徳井義実
- 有田哲平
- 上田晋也
- 浜田雅功
- 桂文枝
- 山瀬まみ
- 陣内智則
- 宮根誠司
- 澤田有也佳